# La Habana Vieja
La Habana Vieja (L'Avana Vecchia) è un municipio della capitale cubana dell'Avana ed è inoltre una delle zone più antiche della città. Tutto in quest’area è ben conservato, tanto che nel 1982 è stata inserita nella lista dei Patrimoni dell'umanità dall’UNESCO.
Originariamente chiamata San Cristóbal, e situata in un importante porto dei Caraibi, quest’area si è evoluta durante l’epoca coloniale spagnola fino a divenire uno dei più importanti centri urbani dell’America centrale. Oggi rappresenta il fascino cubano e il vivace ambiente habanero per eccellenza.

## Storia
La Havana Vieja venne fondata dagli spagnoli nel 1519 nel porto naturale della baia dell'Avana. Essa divenne un punto di sosta per i galeoni spagnoli nel passaggio dal "nuovo mondo" al vecchio continente. Nel diciassettesimo secolo fu uno dei principali centri della cantieristica navale. La città venne costruita con edifici in stile barocco e neoclassico. Molti di questi palazzi sono andati in rovina nella seconda metà del XX secolo, ma alcuni sono stati ristrutturati. I pittoreschi vicoli della zona contengono molti edifici, che rappresentano forse fino a un terzo dei circa 3.000 edifici che si trovano a L'Avana Vecchia. L'antica città è formata dal porto, dal centro ufficiale e dalla Plaza de Armas.
Nel 1555 L'Avana Vecchia è stata distrutta e bruciata dal corsaro francese Jacques de Sores. Il pirata aveva preso L'Avana facilmente, saccheggiando la città e distruggendo gran parte di essa. Però, De Sores non ottenne l'enorme ricchezza che sperava di trovare a L'Avana. La città rimase devastata e incendiata. A causa di questo incidente, la Spagna fece arrivare molti soldati e iniziò a costruire fortezze e mura per proteggere la città. Il Castillo de la Real Fuerza fu la prima fortezza ad essere costruita; iniziata nel 1558, la costruzione venne supervisionata dal tecnico Bartolomé Sanchez.

## Descrizione
Nel complesso la zona ha una struttura urbanistica simile ad una lente convessa di circa 5 chilometri quadrati di superficie, dove sono ancora presenti resti delle mura che per due secoli protessero la città. La demolizione delle mura iniziò nel 1863. A causa della natura cosmopolita dei suoi abitanti attraverso la storia, L'Avana Vecchia è il riflesso di una miscela di stili architettonici e testimonianze di epoche diverse: dominazione spagnola e americana, britannica, francese. Quando era al governo l'amministrazione statunitense, i vecchi edifici coloniali furono demoliti per costruirne di nuovi caratterizzati da imponenti facciate neoclassiche.
Durante gli anni novanta del XX secolo, il salvataggio del centro storico di L'Avana Vecchia, per opera dell'ufficio conservazione dei beni storici della città, ha dato il via al restauro e manutenzione di numerosi edifici e monumenti lasciati all'incuria per oltre quarant'anni. Nel 1982, L'Avana Vecchia è stata dichiarata patrimonio mondiale dall'UNESCO. Oggi, La Habana Vieja è una delle zone più turistiche di L'Avana a causa della presenza di chiese, fortezze ed altri edifici storici restaurati. Inoltre, L'Avana Vecchia dispone di ristoranti di tutti i tipi, e sono anche presenti molte librerie, musei e negozi.
Le principali piazze di quest'area della città sono: Plaza las de Armas, Plaza de San Francisco, Plaza Vieja, Plaza del Cristo e la Plaza de la Catedral.
I castelli presenti sono il Castello del Morro, il Castillo de la Real Fuerza de La Habana, il Castillo de San Salvador de la Punta e il Castillo de Atares mentre la fortezza più importante è quella di San Carlos de la Cabaña.
Altri edifici storici presenti nella zona sono la Cattedrale dell'Avana, l'hotel Inglaterra, l'hotel Ambos Mundos, il ristorante Floridita, la Bodeguita del Medio, il Gran Teatro, il Campidoglio, il Museo de la Revolución, il palazzo Bacardí, il Museo del cioccolato, la Casa di Asia, la casa-museo di José Lezama Lima, il cinema Payret, il Museo Palacio de los Capitanes Generales, il museo de Armas, El Templete, e il Museo nazionale delle belle arti.

## Galleria d'immagini

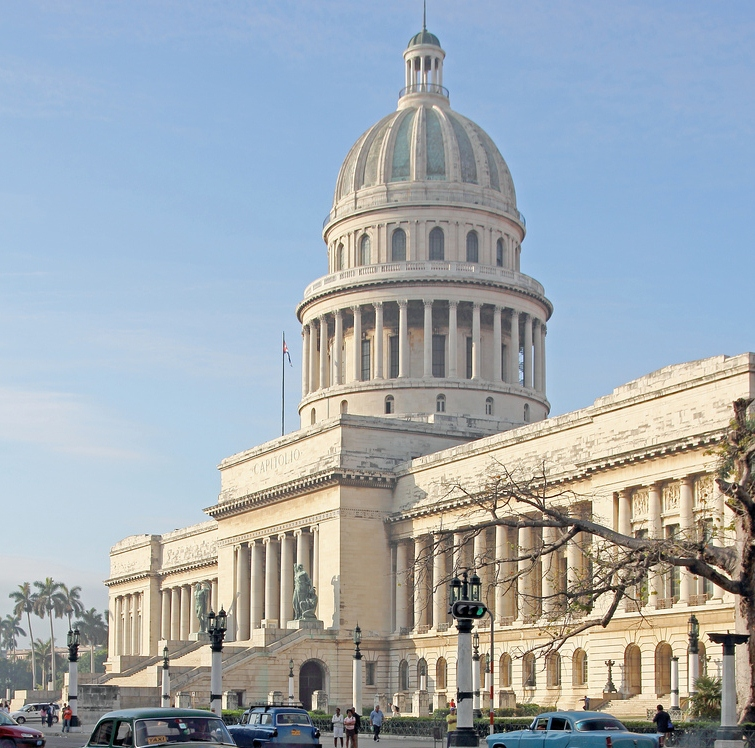
Campidoglio
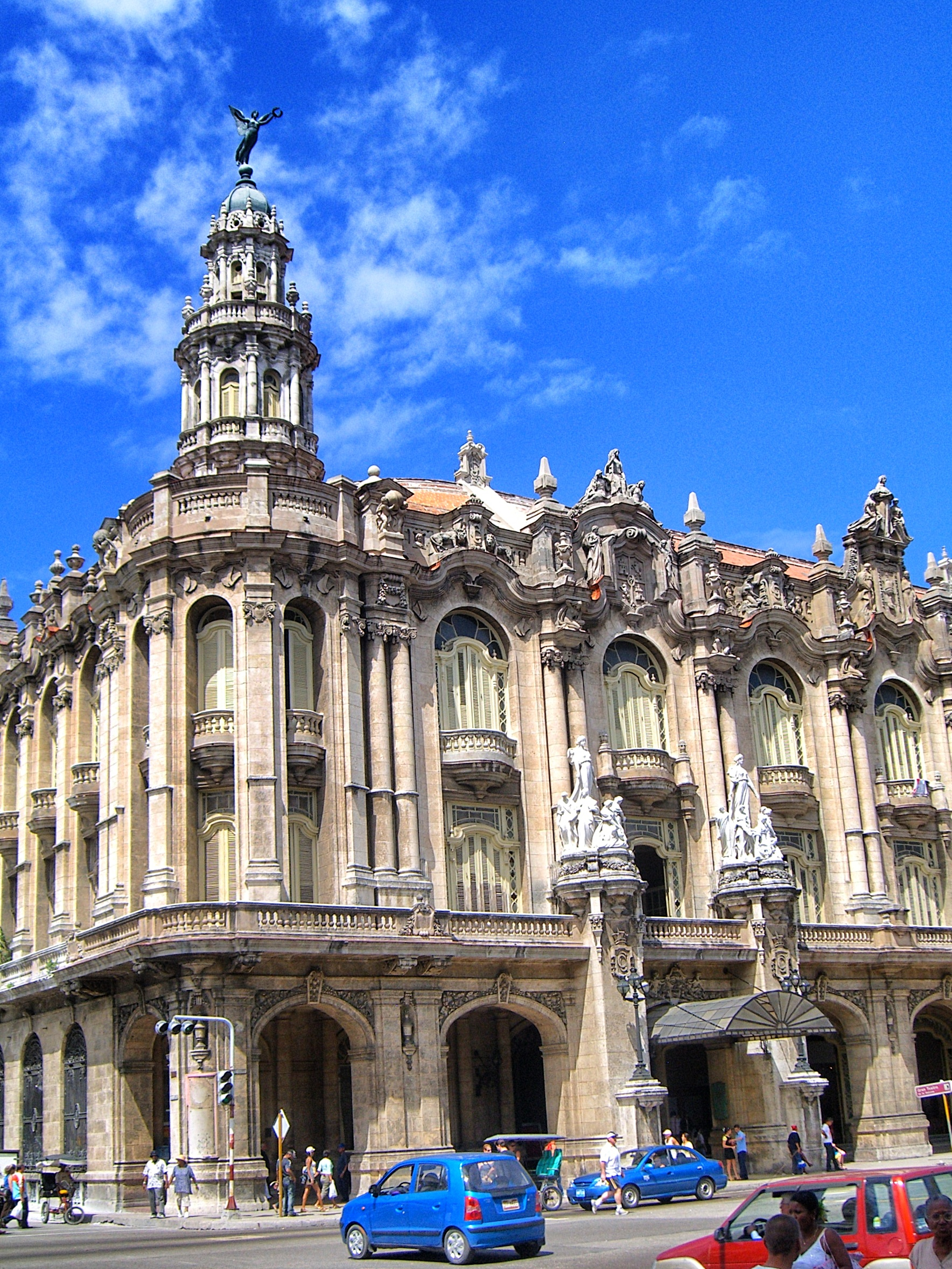
Gran Teatro de La Habana
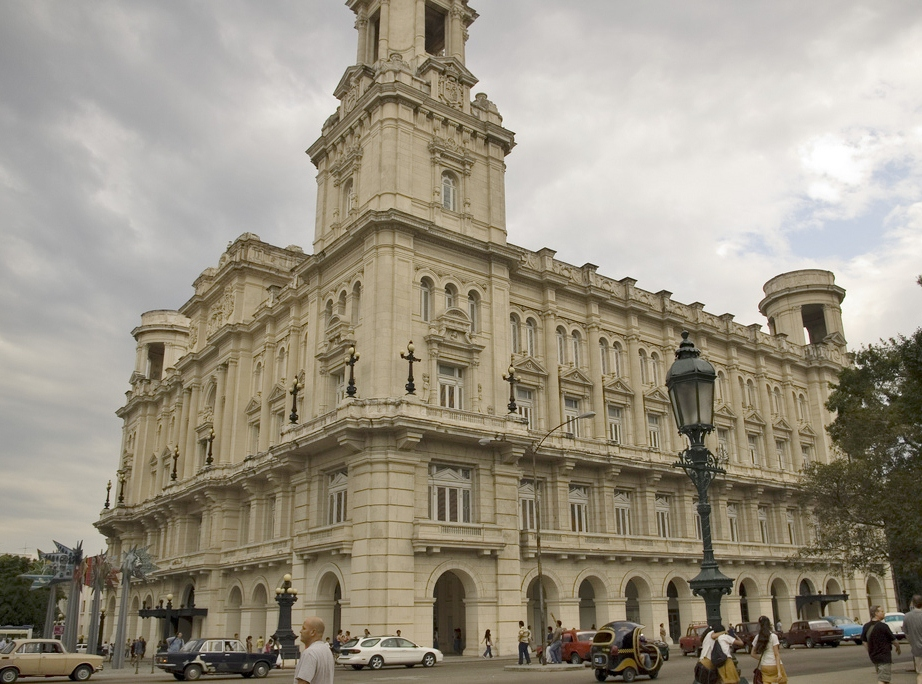
Museo Nacional de Bellas Artes
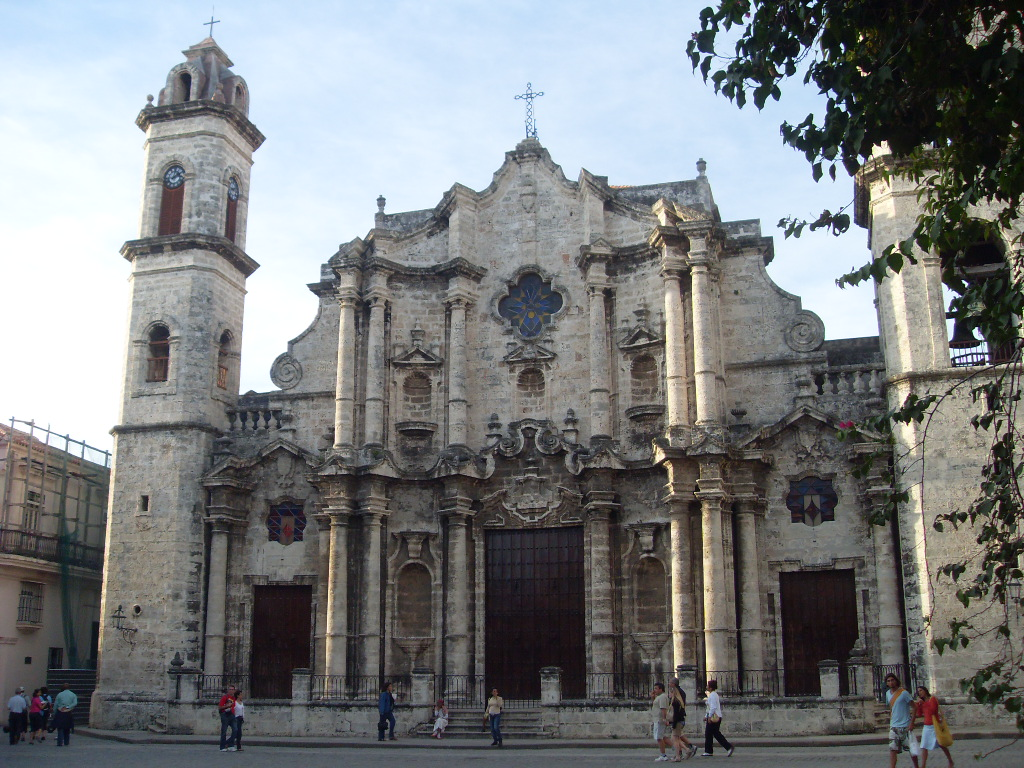
Catedral de la Virgen María de la Concepción Inmaculada
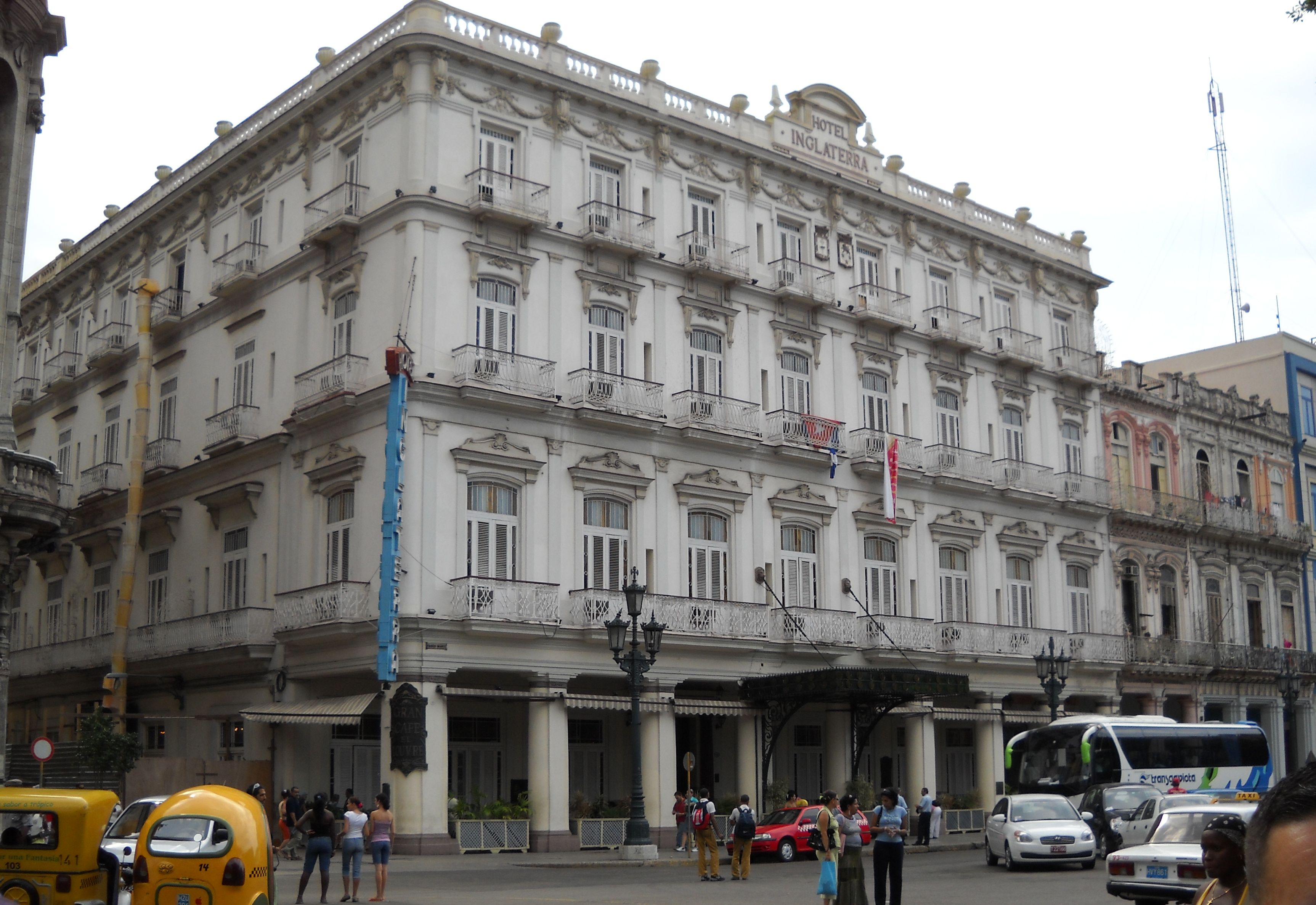
Centro città
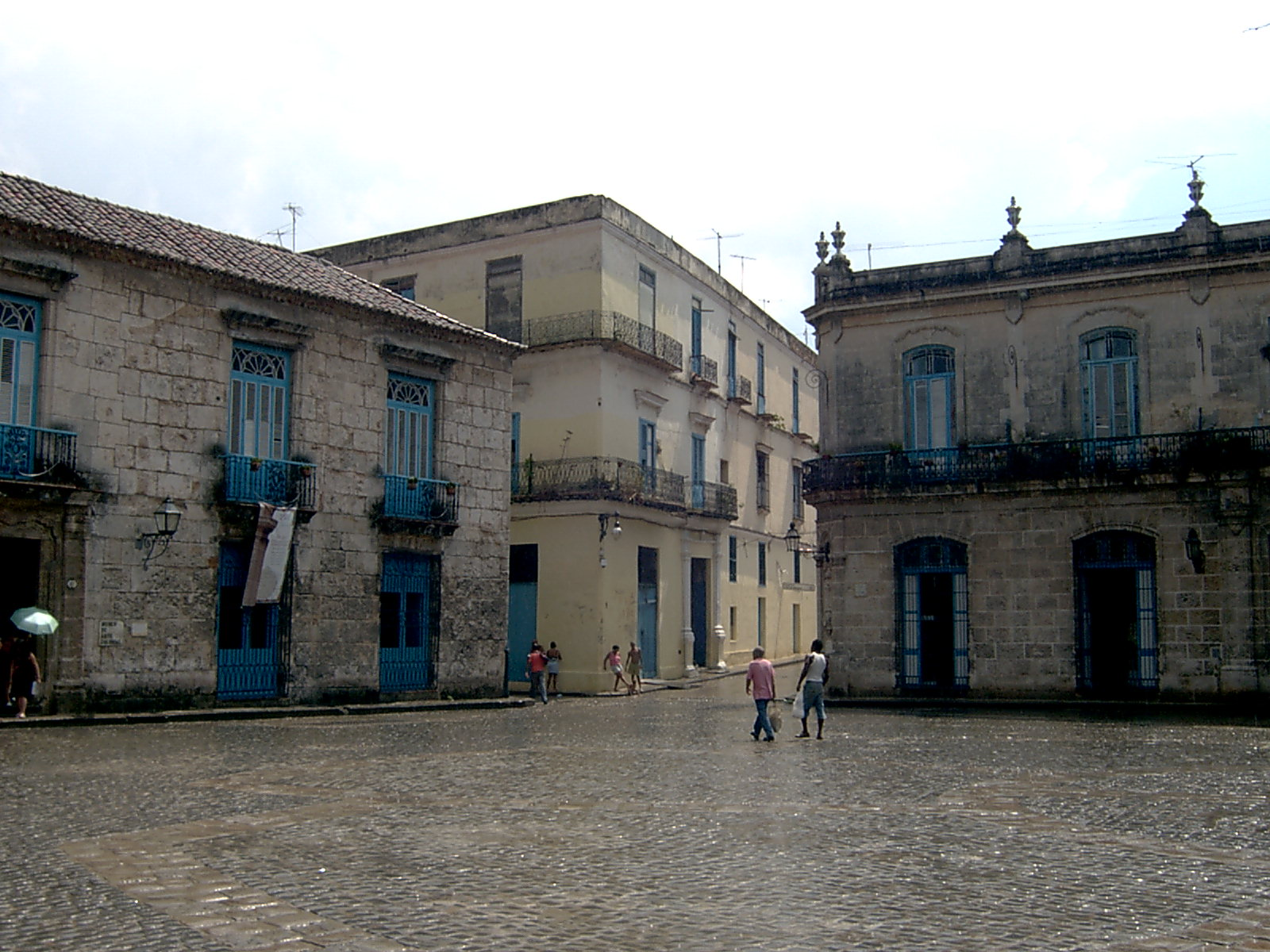
Plaza de la Catedral
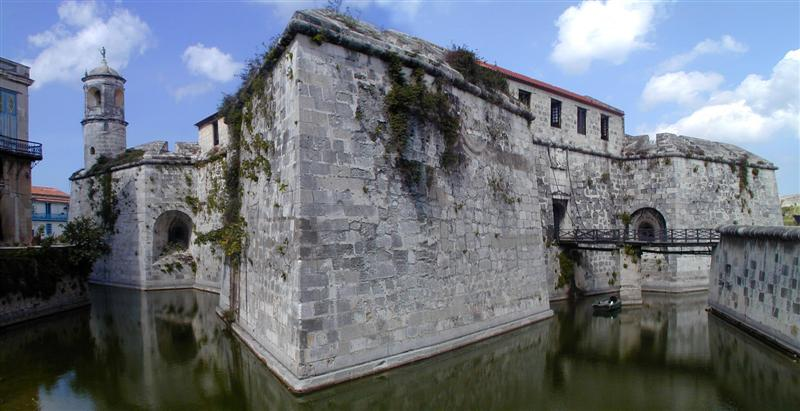
Castillo de la Real Fuerza
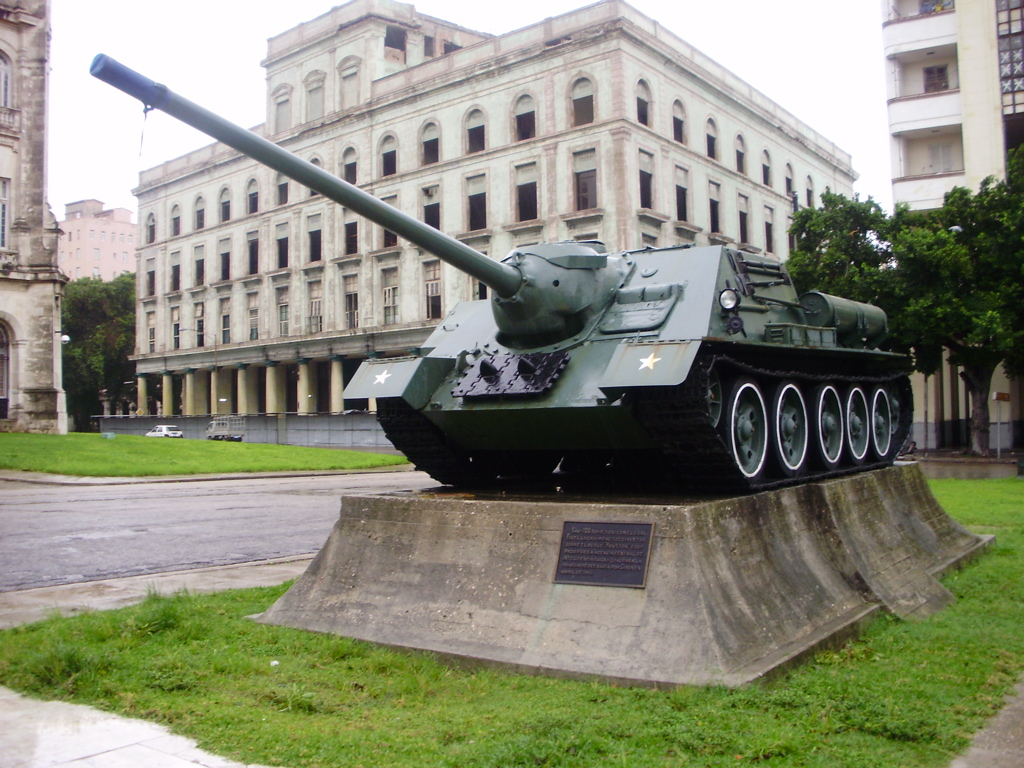
Museo de la Revolución
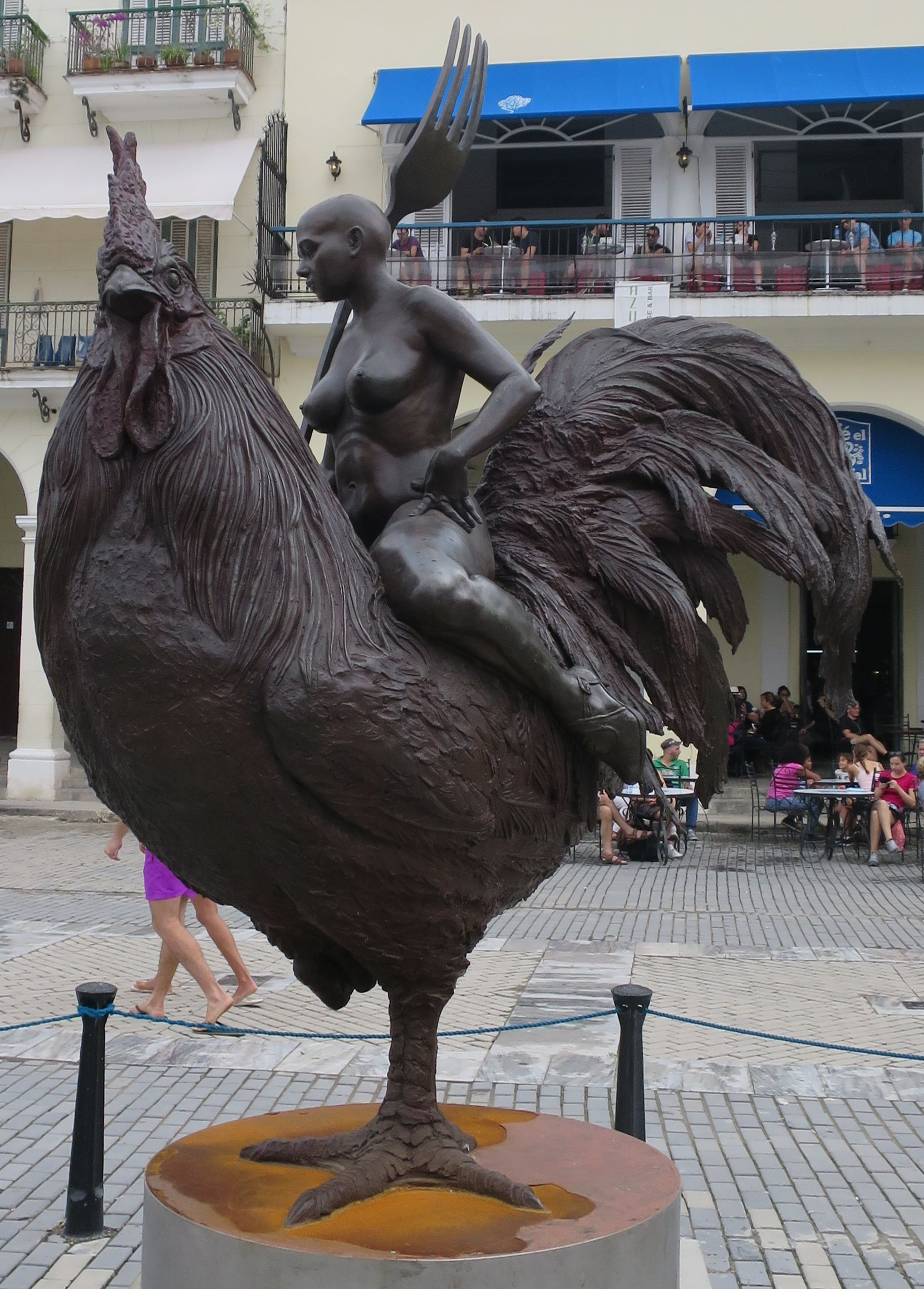
Scultura in Plaza Vieja, opera di Roberto Fabelo
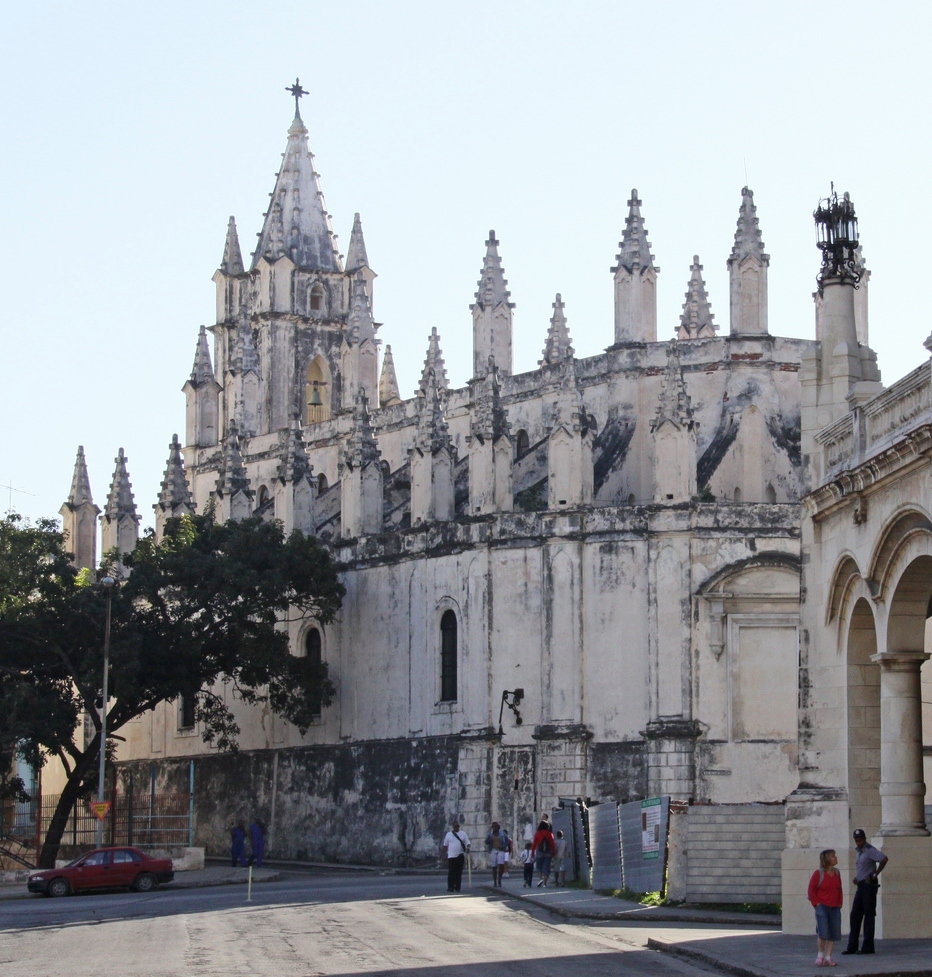
Iglesia del Angel Custodio
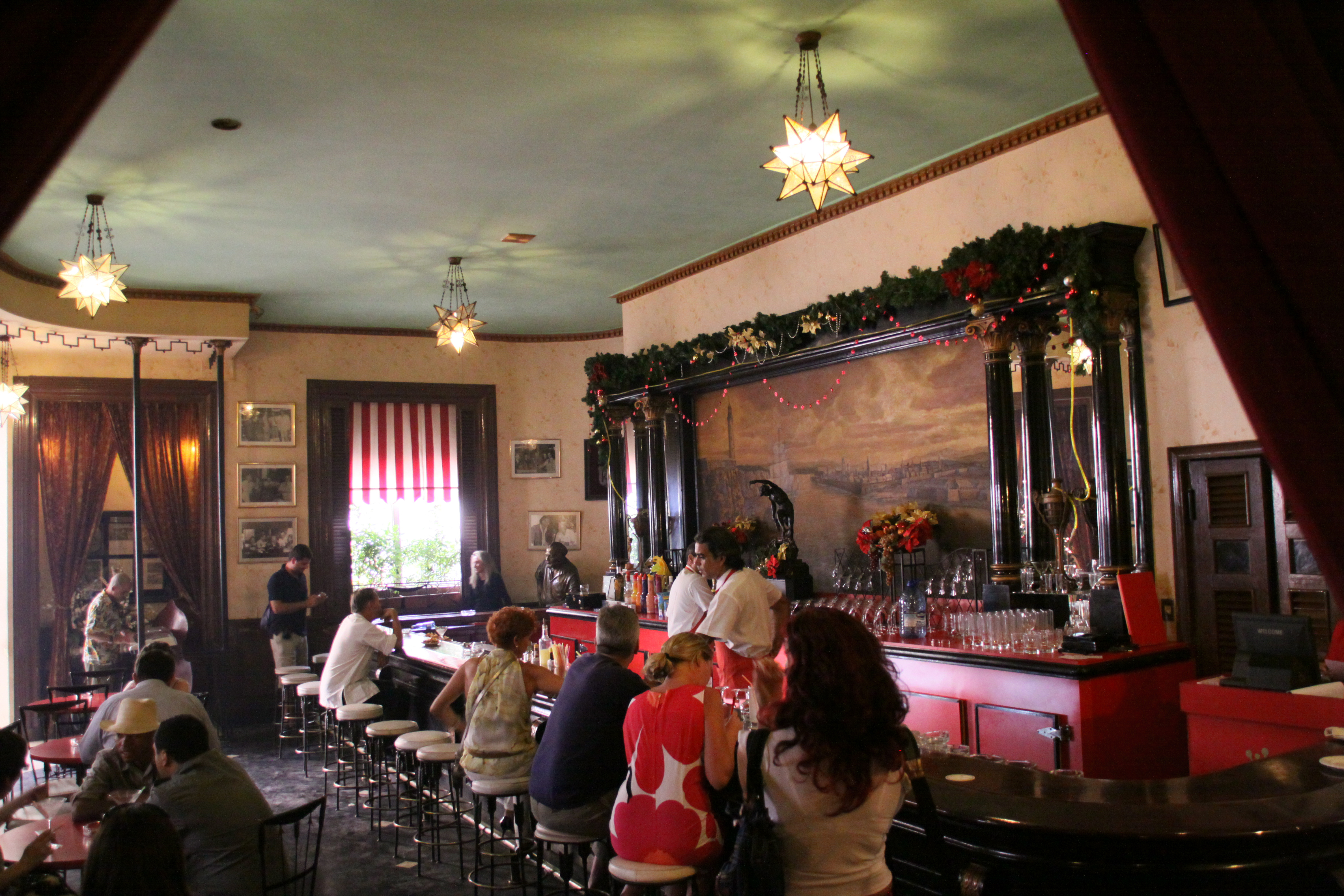
Floridita
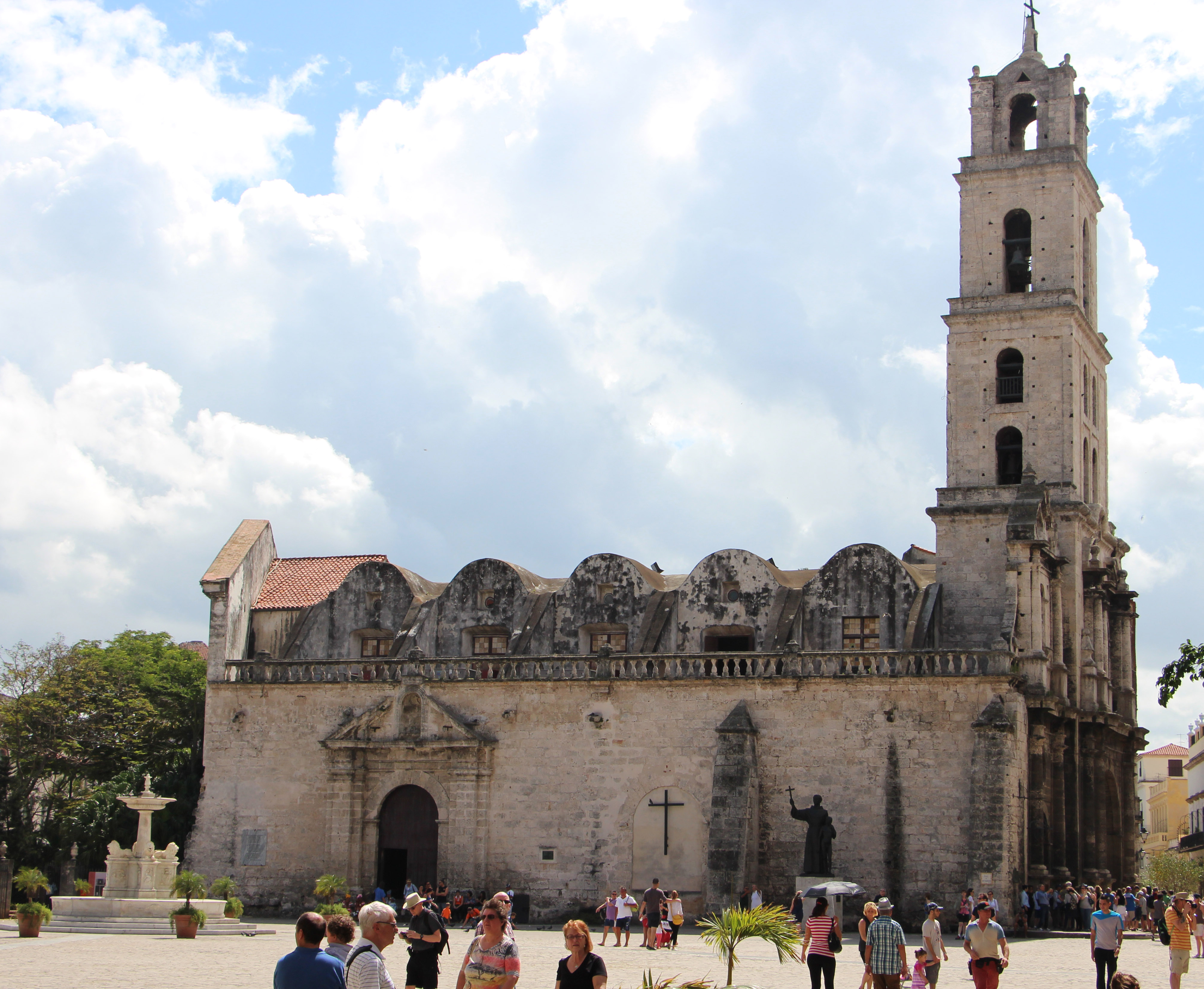
Basilica Menor de San Francisco de Asis
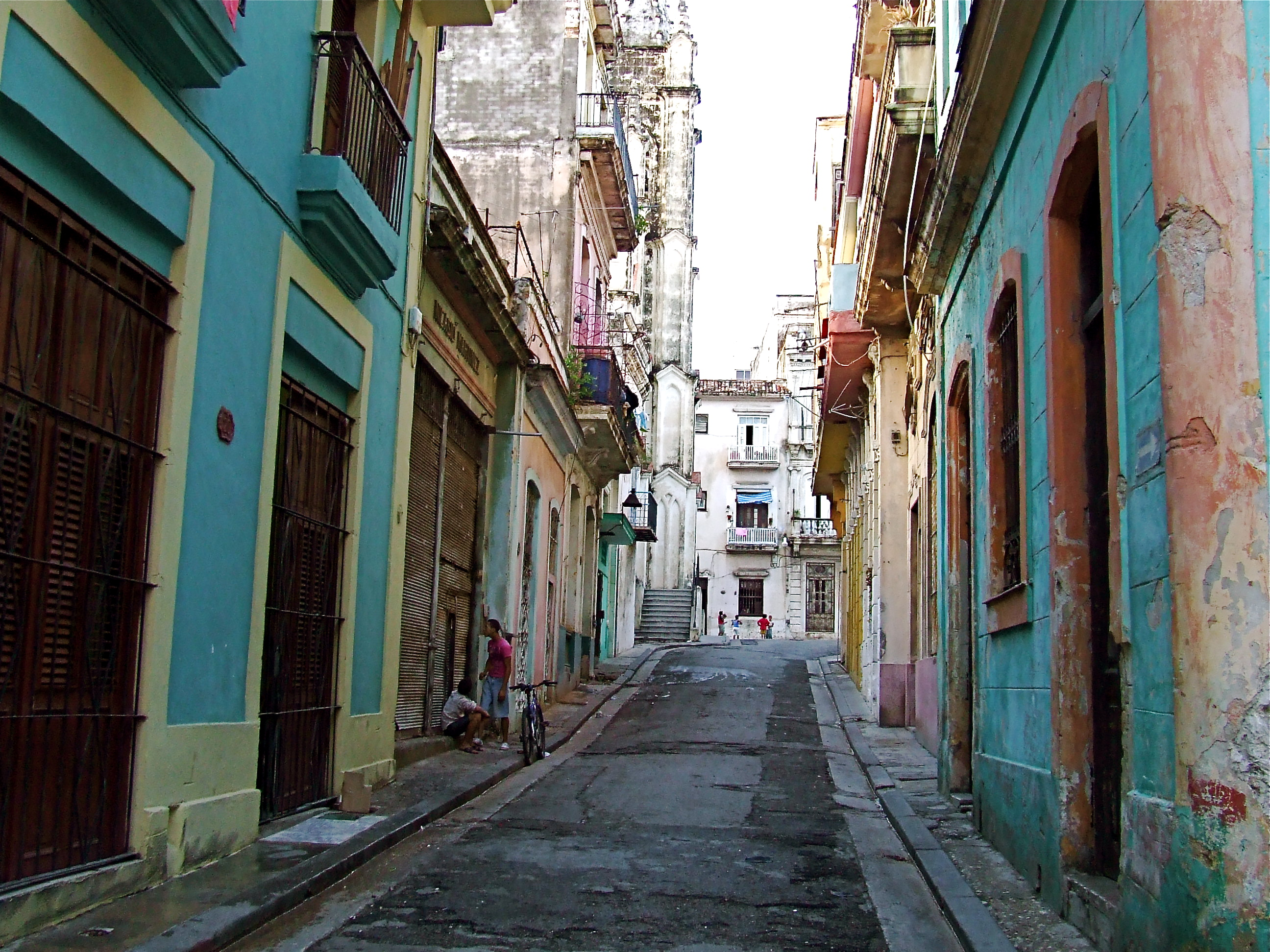
Un vicolo di La Habana Vieja
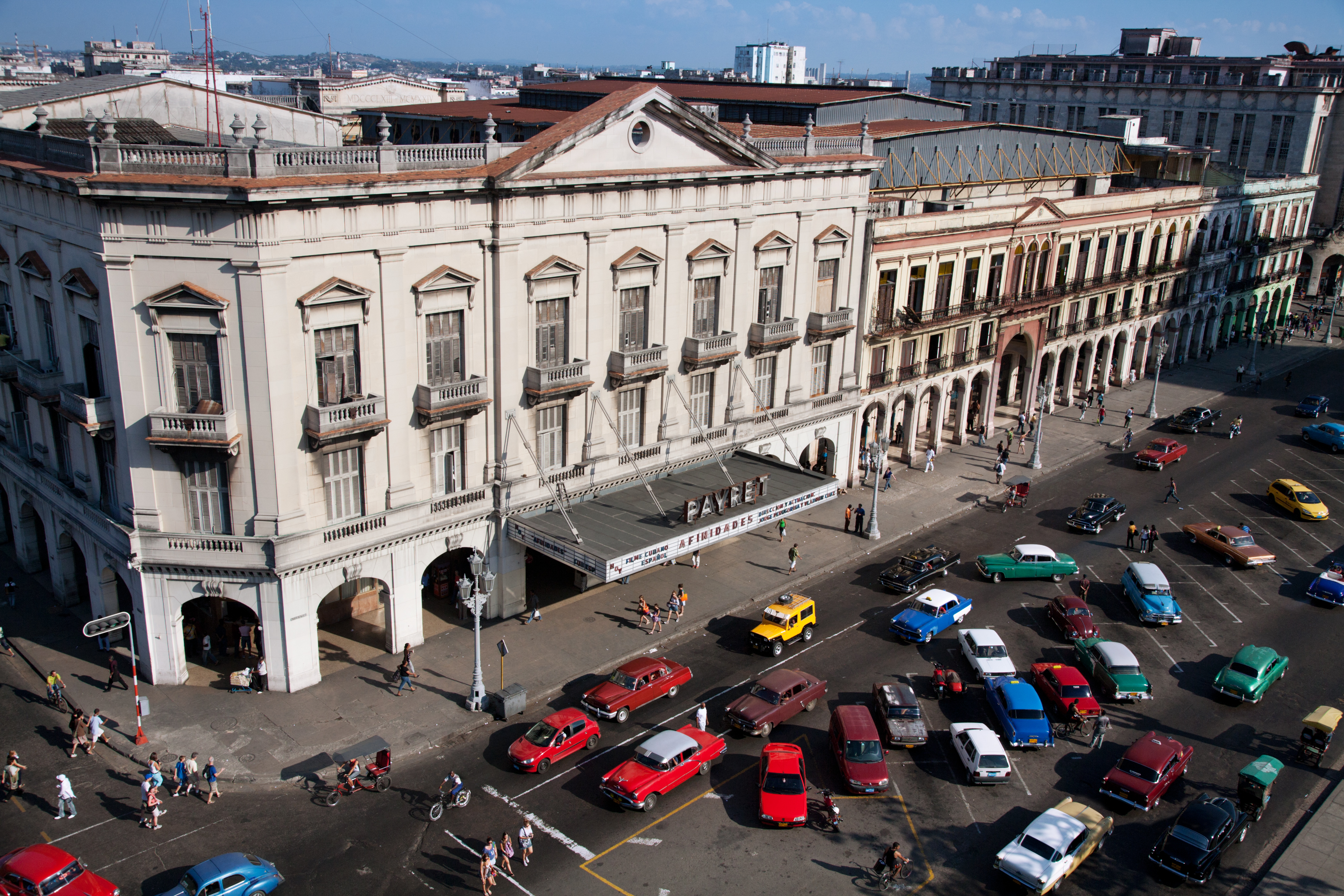
Cinema Payret
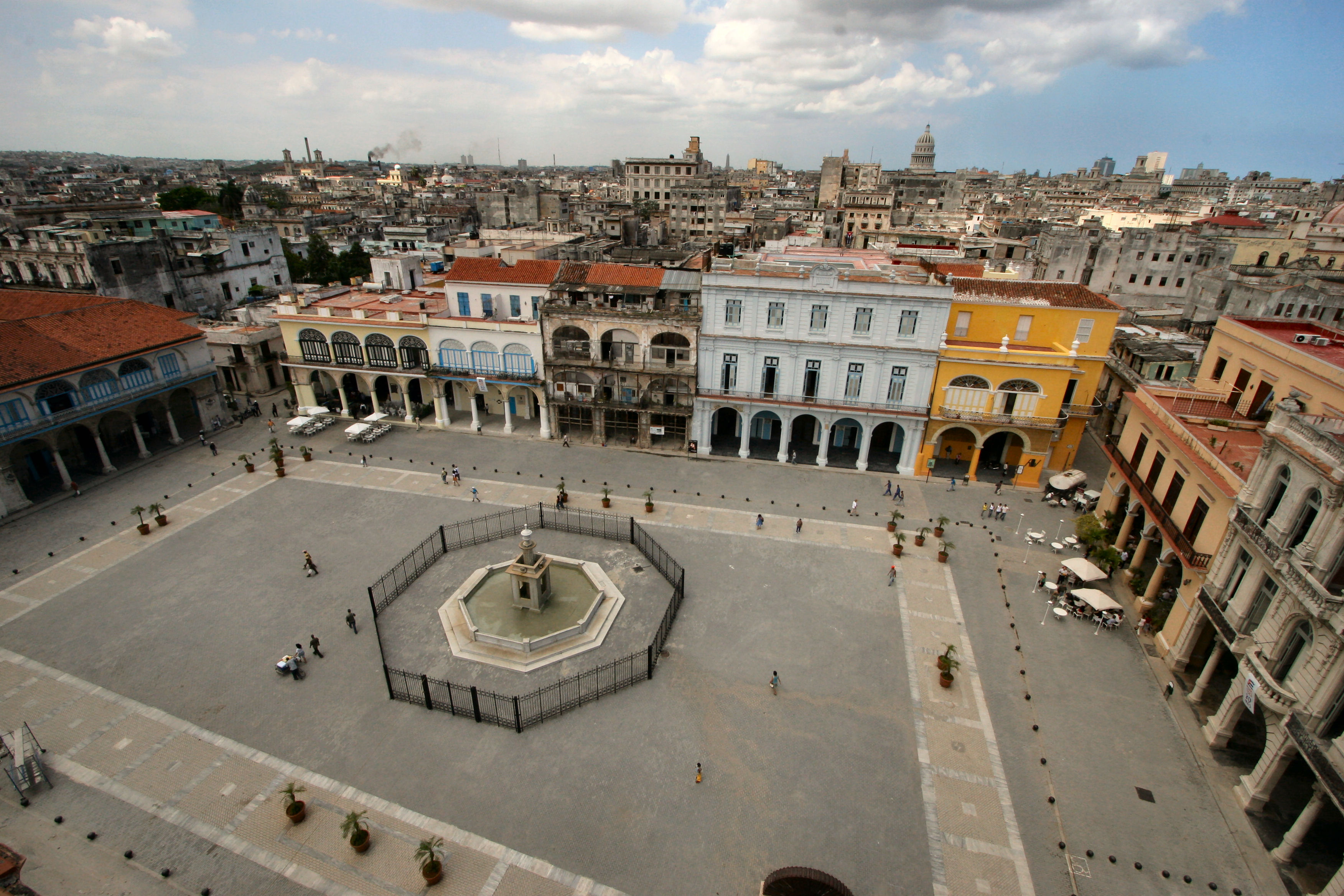
Plaza Vieja